# Björn Granath
Björn Gösta Tryggve Granath, né le 5 avril 1946 à Örgryte (Göteborg) et mort le 5 février 2017 à Stockholm, est un acteur suédois.

## Filmographie partielle

### Au cinéma
- 1969 : Misshandlingen : Björn
- 1970 : Den magiska cirkeln : Hammarström
- 1972 : Du gamla, du fria : Björn
- 1979 : Du är inte klok, Madicken : Pappa
- 1980 : Madicken på Junibacken : Pappa
- 1985 : Svindlande affärer : Spelande affärsman
- 1985 : Snowroller - Sällskapsresan II : Göte
- 1986 : Plastposen : Svensk seiler
- 1986 : Demoner : Thomas
- 1986 : Den frusna leoparden : Todd
- 1986 : Min pappa är Tarzan : Skrothandlare
- 1987 : Mälarpirater : Father
- 1987 : Los dueños del silencio : Editor
- 1987 : Pelle le Conquérant (Pelle erobreren) : Erik
- 1989 : Hunden som log : Rektorn
- 1991 : Un paradiso senza biliardo : Administrator
- 1991 : Oxen : Flyckt
- 1992 : Les Meilleures Intentions (Den goda viljan) : Oscar Åkerblom
- 1992 : Jönssonligan och den svarta diamanten : Kommissarien
- 1992 : Svart Lucia : Principal
- 1994 : Pillertrillaren : Doctor
- 1994 : Illusioner : Doctor
- 1995 : Tag ditt liv : Björn Granath
- 1995 : Vendetta : Bielke
- 1996 : Jerusalem : Storm
- 1996 : Den vita lejoninnan : Björk
- 1997 : Synden är lömsk och listig
- 1997 : Ørnens øje : Biskop Eskil
- 1997 : Et hjørne af paradis : Professor Andersson
- 1997 : Svenska hjältar : Ekonomen
- 1998 : Encounters : Fyllo
- 1998 : Lithivm : Henrik Laurentsson
- 1999 : Magnetisørens femte vinter : Landshøvding Aspelin
- 1999 : Sherdil : Arméchefen
- 2000 : Infidèle (Trolösa) : Gustav
- 2001 : Så vit som en snö : Sven Andersson
- 2002 : Livet i 8 bitar : Ove
- 2002 : Elina - Som om jag inte fanns : Doctor
- 2003 : Svidd neger : Presten
- 2003 : Ondskan : Headmaster
- 2004 : Tre solar : Vaktchefen
- 2004 : I'm Your Man : Gunnar
- 2005 : Som en tjuv om natten : Pappan
- 2005 : Bilskroten
- 2005 : Som man bäddar... : Olof
- 2005 : Magister Hoffmann - en hårsmån från svart : Skolvaktmästare Gorm
- 2005 : Afrejsen : Thomas
- 2005 : Den utvalde : Erik Swahn
- 2006 : Stilla natt : Stig
- 2006 : Försvar : Mannen
- 2006 : Den enskilde medborgaren : Allan Dahlman
- 2008 : Les Grandes Personnes : Pastor
- 2009 : Millénium (Män som hatar kvinnor) : Gustav Morell
- 2010 : Pax : Overlegen
- 2010 : Sound of Noise : Hospital Manager
- 2010 : The American : Hunter n° 2
- 2012 : Nobels testamente : Ernst Ericsson
- 2012 : Dom över död man : Axel Forssman
- 2013 : Den som söker : Eskil
- 2014 : Hot Nasty Teen
- 2014 : Her er Harold : Kamprad
- 2015 : Så ock på jorden : Bjelke
- 2017 : Kingsman : Le Cercle d'or (Kingsman: The Golden Circle) de Matthew Vaughn : Le Roi de Suède
- 2017 : Borg McEnroe de Janus Metz Pedersen : Bengt Grive

### À la télévision
- 1995 : Sista skriket, téléfilm d'Ingmar Bergman

## Distinctions
- 1988 : Bodil du meilleur acteur dans un second rôle pour son rôle dans Pelle le Conquérant